# چیکونگونیا
چیکونگونیا بیماری عفونت ناشی از ویروس چیکونگونیا است که از طریق پشه به افراد منتقل می‌شود. علائم شامل تب و درد در مفاصل است.